# جون وين غريفيث
جون وين غريفيث (بالإنجليزية: Llewelyn Wyn Griffith)‏ (30 أغسطس 1890 في المملكة المتحدة - 27 سبتمبر 1977)؛ روائي بريطاني-ويلزي.